# Mogens Zieler (dokumentarfilm)
|  | Denne artikel er oprettet af botten Steenthbot ud fra en ekstern database. Den kan derfor have sproglige fejl eller mangler. Denne skabelon kan fjernes efter kontrol af indholdet. |

Mogens Zieler er en dansk dokumentarfilm fra 1959 instrueret af Kristian Begtorp.

## Handling
Filmen om maleren Mogens Zieler (1905-1983) viser sammenhængen mellem kunstnerens arbejder og hans hverdag i atelieret både i København og i Jylland. Man møder ham først og fremmest som maleren med lune og paradoksale indfald, og ser hans evne til at bygge billeder op ved hjælp af rige erfaringer, sjældne erindringer om livet og om alle tiders og andre kulturers kunst, samt alvoren bag hans morsomheder. Zieler arbejder også som illustratorer og med dekorative arbejder. Han er meget glad for sin sorte kat.

## Medvirkende
- Mogens Zieler